# Nemesis (gra planszowa)
Nemesis – gra planszowa, zaprojektowana przez Adama Kwapińskiego i wydana w 2018 r. przez Awaken Realms. Nemesis jest grą typu survival horror w klimacie science fiction. 
Zbiórka na produkcję odbyła się platformie Kickstarter. Grę ufundowano w 4 minuty. 

## Rozgrywka
Akcja gry toczy się na kosmicznym transportowcu Nemesis. W trakcie powrotu na Ziemię okazuje się, że wśród załogi są intruzi. Celem gry jest jak najdłuższe przetrwanie na statku.  
Gracze wcielają się w różne postacie – każda z nich ma inne umiejętności i ekwipunek. W trakcie rozgrywki można zarówno ze sobą współpracować, jak i blefować, by osiągnąć indywidualne cele.  

## Odbiór
Gra została bardzo dobrze przyjęta przez publiczność. Średnia ocen na portalu BoardGameGeek wynosi 8,3/10. Nemesis otrzymało nagrodę Planszowej Gry Roku 2020 w kategorii gier tematycznych. Portal gram.pl uznał produkcję za najlepszą polską grę planszową. 

## Dodatki
Nemesis doczekało się kilku większych dodatków:
- Nemesis: Karnomorfok (2019)
- Nemesis: Koszmary (2021)
- Nemesis: Nieznane Historie (trzy edycje)

W 2022 r. Awaken Realms wydało samodzielny dodatek do gry – Nemesis: Lockdown. Dodatek był promowany m.in. muralem UV w Gdańsku. 